# Minatogawa-jinja
 (mars 2018).
Si vous disposez d'ouvrages ou d'articles de référence ou si vous connaissez des sites web de qualité traitant du thème abordé ici, merci de compléter l'article en donnant les références utiles à sa vérifiabilité et en les liant à la section « Notes et références ».

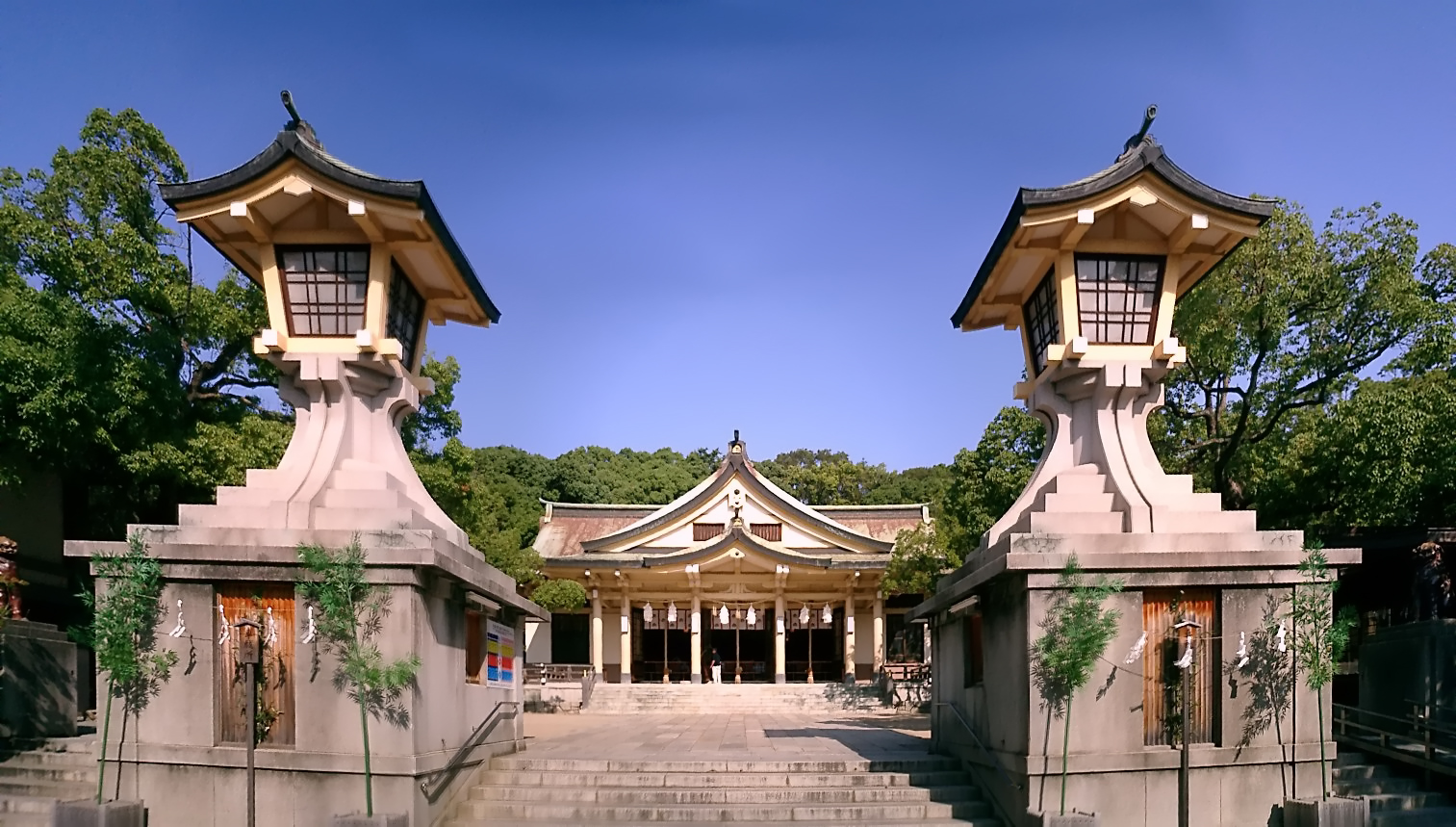
Façade du sanctuaire principal.

Le Minatogawa-jinja (湊川神社), aussi appelé Nankō-san (楠公さん), est un sanctuaire shinto situé dans l'arrondissement Chūō de la ville de Kōbe au Japon. Il fut érigé en 1871 à l'instigation du premier gouverneur de la préfecture de Hyogo pour célébrer le culte de Kusunoki Masashige (sous le nom de Dai Nanko), tombé à la bataille de Minatogawa (maintenant Chuo-ku, Kobe). Le sanctuaire a été érigé sur un site où avait été déjà construit un temple en 1692. Le nom de sa femme (Nanko Fujin) est inscrit dans un sanctuaire secondaire (sessha). Sugawara no Michizane est également vénéré dans ce sanctuaire en tant que kami.
La célébration la plus importante pour le sanctuaire de Minotagawa est probablement la fête du Nanko, organisée tous les 25 mai à l'occasion de l'anniversaire de Kusunoki Masashige. Au cours de cette parade, les participants se déguisent en Masashige et comme les seize généraux de sa famille.
Plusieurs centaines de sabres japonais traditionnels de la Marine impériale japonaise ont été forgés au sanctuaire de Minotagawa et sont à présent objets de collection.
À la fin de la Seconde Guerre mondiale, le sanctuaire avait été élevé au rang de bekkaku kampei sha (sanctuaire impérial de classe spéciale). Détruit par les bombardements américains, le sanctuaire a été reconstruit en béton en 1952. 
Actuellement, quelque cent objets sont exposés dans le sanctuaire, y compris la cuirasse de Kusunoki Masashige et un sūtra écrit de sa main.